# Etapa Departamental de Lima 2015
La Etapa Departamental de Lima 2015 o Liga Departamental de Lima 2015 fue la edición número 47 de la competición futbolística Limeña. 
El torneo otorga al cuadro campeón y subcampeón cupos para Copa Perú en su Etapa Nacional - Primera Fase.

## Participantes
Los participantes son el campeón y subcampeón de siete de las diez Provincias de Lima, además del campeón de Yauyos y Walter Ormeño descendido de Segunda División del Perú (Exceptuando a Cajatambo y Oyón).
| Provincia  | Club                  | Condición                            | Estadio                     |
| ---------- | --------------------- | ------------------------------------ | --------------------------- |
| Barranca   | Deportivo Cosmos      | Campeón Provincial                   | Manuel Tello Dávila         |
| Barranca   | Alianza Aurora        | Subcampeón Provincial                | Municipal de Barranca       |
| Canta      | Los Ángeles Negros    | Campeón Provincial                   | Municipal de Canta          |
| Canta      | Deportivo Huracán     | Subcampeón Provincial                | Municipal de Canta          |
| Cañete     | Juventud América      | Campeón Provincial                   | Benjamín Roca de San Luis   |
| Cañete     | Atlético Chalaco      | Subcampeón Provincial                | Benjamín Roca de San Luis   |
| Cañete     | Walter Ormeño         | Descendido Segunda División del Perú | ---                         |
| Huaral     | Defensor Laure Sur    | Campeón Provincial                   | Rómulo Shaw                 |
| Huaral     | Social La Huaca       | Subcampeón Provincial                | Lores Colán                 |
| Huarochirí | Deportivo 2000 Cumbe  | Campeón Provincial                   | Hernán Solín de Chosica     |
| Huarochirí | AD Corcona            | Subcampeón Provincial                | Municipal de Cocachacra     |
| Huaura     | Santa Rosa de Caldera | Campeón Provincial                   | Manuel Pérsico de Huaura    |
| Huaura     | Deportivo Venus       | Subcampeón Provincial                | Segundo Aranda              |
| Lima       | DIM                   | Campeón Provincial                   | Manuel Bonilla              |
| Lima       | Cultural Comas        | Subcampeón Provincial                | Daniel Hernani "La Balanza" |
| Yauyos     | 8 de Octubre          | Campeón Provincial                   | Benjamín Roca               |
| Cajatambo  | Sin Participantes     | ---                                  | ---                         |
| Oyón       | Sin Participantes     | ---                                  | ---                         |

### Primera Fase
Llaves eliminatorias de partidos de ida y vuelta, se valida la regla del gol de visitante.
| Llave I: Santa Rosa de Caldera - Social La Huaca | Llave I: Santa Rosa de Caldera - Social La Huaca | Llave I: Santa Rosa de Caldera - Social La Huaca | Llave I: Santa Rosa de Caldera - Social La Huaca | Llave I: Santa Rosa de Caldera - Social La Huaca | Llave I: Santa Rosa de Caldera - Social La Huaca | Llave I: Santa Rosa de Caldera - Social La Huaca | Llave I: Santa Rosa de Caldera - Social La Huaca | Llave I: Santa Rosa de Caldera - Social La Huaca | Llave I: Santa Rosa de Caldera - Social La Huaca | Llave I: Santa Rosa de Caldera - Social La Huaca | Llave I: Santa Rosa de Caldera - Social La Huaca |     |     |     |     |     |     |     |     |     |     |     |     |     |     |     |     |     |     |     |     |     |     |     |     |     |     |     |     |
| Local                                            | Resultado                                        | Visitante                                        | Estadio                                          | Fecha                                            | Hora                                             |                                                  |                                                  |                                                  |                                                  |                                                  |                                                  |     |     |     |     |     |     |     |     |     |     |     |     |     |     |     |     |     |     |     |     |     |     |     |     |     |     |     |     |
| Ida                                              | Ida                                              | Ida                                              | Ida                                              | Ida                                              | Ida                                              | Ida                                              | Ida                                              | Ida                                              | Ida                                              | Ida                                              | Ida                                              | Ida | Ida | Ida | Ida | Ida | Ida | Ida | Ida | Ida | Ida | Ida | Ida | Ida | Ida | Ida | Ida | Ida | Ida | Ida | Ida | Ida | Ida | Ida | Ida | Ida | Ida | Ida | Ida |
| ------------------------------------------------ | ------------------------------------------------ | ------------------------------------------------ | ------------------------------------------------ | ------------------------------------------------ | ------------------------------------------------ | ------------------------------------------------ | ------------------------------------------------ | ------------------------------------------------ | ------------------------------------------------ | ------------------------------------------------ | ------------------------------------------------ | --- | --- | --- | --- | --- | --- | --- | --- | --- | --- | --- | --- | --- | --- | --- | --- | --- | --- | --- | --- | --- | --- | --- | --- | --- | --- | --- | --- |
| Social La Huaca                                  | 1 - 1                                            | Santa Rosa de Caldera                            | Lores Colán                                      | 26 de julio                                      | 15:30                                            |                                                  |                                                  |                                                  |                                                  |                                                  |                                                  |     |     |     |     |     |     |     |     |     |     |     |     |     |     |     |     |     |     |     |     |     |     |     |     |     |     |     |     |
| Vuelta                                           |                                                  |                                                  |                                                  |                                                  |                                                  |                                                  |                                                  |                                                  |                                                  |                                                  |                                                  |     |     |     |     |     |     |     |     |     |     |     |     |     |     |     |     |     |     |     |     |     |     |     |     |     |     |     |     |
| Santa Rosa de Caldera                            | 3 - 2                                            | Social La Huaca                                  | Segundo Aranda                                   | 29 de julio                                      | 15:00                                            |                                                  |                                                  |                                                  |                                                  |                                                  |                                                  |     |     |     |     |     |     |     |     |     |     |     |     |     |     |     |     |     |     |     |     |     |     |     |     |     |     |     |     |
| Clasifica: Santa Rosa de Caldera                 |                                                  |                                                  |                                                  |                                                  |                                                  |                                                  |                                                  |                                                  |                                                  |                                                  |                                                  |     |     |     |     |     |     |     |     |     |     |     |     |     |     |     |     |     |     |     |     |     |     |     |     |     |     |     |     |

| Llave II: Deportivo Cosmos - AD Corcona | Llave II: Deportivo Cosmos - AD Corcona | Llave II: Deportivo Cosmos - AD Corcona | Llave II: Deportivo Cosmos - AD Corcona | Llave II: Deportivo Cosmos - AD Corcona | Llave II: Deportivo Cosmos - AD Corcona | Llave II: Deportivo Cosmos - AD Corcona | Llave II: Deportivo Cosmos - AD Corcona | Llave II: Deportivo Cosmos - AD Corcona | Llave II: Deportivo Cosmos - AD Corcona | Llave II: Deportivo Cosmos - AD Corcona | Llave II: Deportivo Cosmos - AD Corcona |     |     |     |     |     |     |     |     |     |     |     |     |     |     |     |     |     |     |     |     |     |     |     |     |     |     |     |     |
| Local                                   | Resultado                               | Visitante                               | Estadio                                 | Fecha                                   | Hora                                    |                                         |                                         |                                         |                                         |                                         |                                         |     |     |     |     |     |     |     |     |     |     |     |     |     |     |     |     |     |     |     |     |     |     |     |     |     |     |     |     |
| Ida                                     | Ida                                     | Ida                                     | Ida                                     | Ida                                     | Ida                                     | Ida                                     | Ida                                     | Ida                                     | Ida                                     | Ida                                     | Ida                                     | Ida | Ida | Ida | Ida | Ida | Ida | Ida | Ida | Ida | Ida | Ida | Ida | Ida | Ida | Ida | Ida | Ida | Ida | Ida | Ida | Ida | Ida | Ida | Ida | Ida | Ida | Ida | Ida |
| --------------------------------------- | --------------------------------------- | --------------------------------------- | --------------------------------------- | --------------------------------------- | --------------------------------------- | --------------------------------------- | --------------------------------------- | --------------------------------------- | --------------------------------------- | --------------------------------------- | --------------------------------------- | --- | --- | --- | --- | --- | --- | --- | --- | --- | --- | --- | --- | --- | --- | --- | --- | --- | --- | --- | --- | --- | --- | --- | --- | --- | --- | --- | --- |
| AD Corcona                              | 0 - 0                                   | Deportivo Cosmos                        | Municipal de Cocachacra                 | 26 de julio                             | 15:30                                   |                                         |                                         |                                         |                                         |                                         |                                         |     |     |     |     |     |     |     |     |     |     |     |     |     |     |     |     |     |     |     |     |     |     |     |     |     |     |     |     |
| Vuelta                                  |                                         |                                         |                                         |                                         |                                         |                                         |                                         |                                         |                                         |                                         |                                         |     |     |     |     |     |     |     |     |     |     |     |     |     |     |     |     |     |     |     |     |     |     |     |     |     |     |     |     |
| Deportivo Cosmos                        | 1 - 0                                   | AD Corcona                              | Manuel Tello Dávila                     | 29 de julio                             | 15:00                                   |                                         |                                         |                                         |                                         |                                         |                                         |     |     |     |     |     |     |     |     |     |     |     |     |     |     |     |     |     |     |     |     |     |     |     |     |     |     |     |     |
| Clasifica: Deportivo Cosmos             |                                         |                                         |                                         |                                         |                                         |                                         |                                         |                                         |                                         |                                         |                                         |     |     |     |     |     |     |     |     |     |     |     |     |     |     |     |     |     |     |     |     |     |     |     |     |     |     |     |     |

| Llave III: DIM - Deportivo Huracán | Llave III: DIM - Deportivo Huracán | Llave III: DIM - Deportivo Huracán | Llave III: DIM - Deportivo Huracán | Llave III: DIM - Deportivo Huracán | Llave III: DIM - Deportivo Huracán | Llave III: DIM - Deportivo Huracán | Llave III: DIM - Deportivo Huracán | Llave III: DIM - Deportivo Huracán | Llave III: DIM - Deportivo Huracán | Llave III: DIM - Deportivo Huracán | Llave III: DIM - Deportivo Huracán |     |     |     |     |     |     |     |     |     |     |     |     |     |     |     |     |     |     |     |     |     |     |     |     |     |     |     |     |
| Local                              | Resultado                          | Visitante                          | Estadio                            | Fecha                              | Hora                               |                                    |                                    |                                    |                                    |                                    |                                    |     |     |     |     |     |     |     |     |     |     |     |     |     |     |     |     |     |     |     |     |     |     |     |     |     |     |     |     |
| Ida                                | Ida                                | Ida                                | Ida                                | Ida                                | Ida                                | Ida                                | Ida                                | Ida                                | Ida                                | Ida                                | Ida                                | Ida | Ida | Ida | Ida | Ida | Ida | Ida | Ida | Ida | Ida | Ida | Ida | Ida | Ida | Ida | Ida | Ida | Ida | Ida | Ida | Ida | Ida | Ida | Ida | Ida | Ida | Ida | Ida |
| ---------------------------------- | ---------------------------------- | ---------------------------------- | ---------------------------------- | ---------------------------------- | ---------------------------------- | ---------------------------------- | ---------------------------------- | ---------------------------------- | ---------------------------------- | ---------------------------------- | ---------------------------------- | --- | --- | --- | --- | --- | --- | --- | --- | --- | --- | --- | --- | --- | --- | --- | --- | --- | --- | --- | --- | --- | --- | --- | --- | --- | --- | --- | --- |
| Deportivo Huracán                  | 0 - 0                              | DIM                                | Municipal de Canta                 | 26 de julio                        | 15:30                              |                                    |                                    |                                    |                                    |                                    |                                    |     |     |     |     |     |     |     |     |     |     |     |     |     |     |     |     |     |     |     |     |     |     |     |     |     |     |     |     |
| Vuelta                             |                                    |                                    |                                    |                                    |                                    |                                    |                                    |                                    |                                    |                                    |                                    |     |     |     |     |     |     |     |     |     |     |     |     |     |     |     |     |     |     |     |     |     |     |     |     |     |     |     |     |
| DIM                                | 1 - 0                              | Deportivo Huracán                  | Manuel Bonilla                     | 29 de julio                        | 15:00                              |                                    |                                    |                                    |                                    |                                    |                                    |     |     |     |     |     |     |     |     |     |     |     |     |     |     |     |     |     |     |     |     |     |     |     |     |     |     |     |     |
| Clasifica: DIM                     |                                    |                                    |                                    |                                    |                                    |                                    |                                    |                                    |                                    |                                    |                                    |     |     |     |     |     |     |     |     |     |     |     |     |     |     |     |     |     |     |     |     |     |     |     |     |     |     |     |     |

| Llave IV: Juventud América - 8 de Octubre | Llave IV: Juventud América - 8 de Octubre | Llave IV: Juventud América - 8 de Octubre | Llave IV: Juventud América - 8 de Octubre | Llave IV: Juventud América - 8 de Octubre | Llave IV: Juventud América - 8 de Octubre | Llave IV: Juventud América - 8 de Octubre | Llave IV: Juventud América - 8 de Octubre | Llave IV: Juventud América - 8 de Octubre | Llave IV: Juventud América - 8 de Octubre | Llave IV: Juventud América - 8 de Octubre | Llave IV: Juventud América - 8 de Octubre |     |     |     |     |     |     |     |     |     |     |     |     |     |     |     |     |     |     |     |     |     |     |     |     |     |     |     |     |
| Local                                     | Resultado                                 | Visitante                                 | Estadio                                   | Fecha                                     | Hora                                      |                                           |                                           |                                           |                                           |                                           |                                           |     |     |     |     |     |     |     |     |     |     |     |     |     |     |     |     |     |     |     |     |     |     |     |     |     |     |     |     |
| Ida                                       | Ida                                       | Ida                                       | Ida                                       | Ida                                       | Ida                                       | Ida                                       | Ida                                       | Ida                                       | Ida                                       | Ida                                       | Ida                                       | Ida | Ida | Ida | Ida | Ida | Ida | Ida | Ida | Ida | Ida | Ida | Ida | Ida | Ida | Ida | Ida | Ida | Ida | Ida | Ida | Ida | Ida | Ida | Ida | Ida | Ida | Ida | Ida |
| ----------------------------------------- | ----------------------------------------- | ----------------------------------------- | ----------------------------------------- | ----------------------------------------- | ----------------------------------------- | ----------------------------------------- | ----------------------------------------- | ----------------------------------------- | ----------------------------------------- | ----------------------------------------- | ----------------------------------------- | --- | --- | --- | --- | --- | --- | --- | --- | --- | --- | --- | --- | --- | --- | --- | --- | --- | --- | --- | --- | --- | --- | --- | --- | --- | --- | --- | --- |
| 8 de Octubre                              | 1 - 1                                     | Juventud América                          | Óscar Ramos                               | 26 de julio                               | 15:30                                     |                                           |                                           |                                           |                                           |                                           |                                           |     |     |     |     |     |     |     |     |     |     |     |     |     |     |     |     |     |     |     |     |     |     |     |     |     |     |     |     |
| Vuelta                                    |                                           |                                           |                                           |                                           |                                           |                                           |                                           |                                           |                                           |                                           |                                           |     |     |     |     |     |     |     |     |     |     |     |     |     |     |     |     |     |     |     |     |     |     |     |     |     |     |     |     |
| Juventud América                          | 1 - 0                                     | 8 de Octubre                              | Benjamín Roca                             | 29 de julio                               | 15:00                                     |                                           |                                           |                                           |                                           |                                           |                                           |     |     |     |     |     |     |     |     |     |     |     |     |     |     |     |     |     |     |     |     |     |     |     |     |     |     |     |     |
| Clasifica: 8 de Octubre (**)              |                                           |                                           |                                           |                                           |                                           |                                           |                                           |                                           |                                           |                                           |                                           |     |     |     |     |     |     |     |     |     |     |     |     |     |     |     |     |     |     |     |     |     |     |     |     |     |     |     |     |

| Llave V: Walter Ormeño - Deportivo Venus | Llave V: Walter Ormeño - Deportivo Venus | Llave V: Walter Ormeño - Deportivo Venus | Llave V: Walter Ormeño - Deportivo Venus | Llave V: Walter Ormeño - Deportivo Venus | Llave V: Walter Ormeño - Deportivo Venus | Llave V: Walter Ormeño - Deportivo Venus | Llave V: Walter Ormeño - Deportivo Venus | Llave V: Walter Ormeño - Deportivo Venus | Llave V: Walter Ormeño - Deportivo Venus | Llave V: Walter Ormeño - Deportivo Venus | Llave V: Walter Ormeño - Deportivo Venus |     |     |     |     |     |     |     |     |     |     |     |     |     |     |     |     |     |     |     |     |     |     |     |     |     |     |     |     |
| Local                                    | Resultado                                | Visitante                                | Estadio                                  | Fecha                                    | Hora                                     |                                          |                                          |                                          |                                          |                                          |                                          |     |     |     |     |     |     |     |     |     |     |     |     |     |     |     |     |     |     |     |     |     |     |     |     |     |     |     |     |
| Ida                                      | Ida                                      | Ida                                      | Ida                                      | Ida                                      | Ida                                      | Ida                                      | Ida                                      | Ida                                      | Ida                                      | Ida                                      | Ida                                      | Ida | Ida | Ida | Ida | Ida | Ida | Ida | Ida | Ida | Ida | Ida | Ida | Ida | Ida | Ida | Ida | Ida | Ida | Ida | Ida | Ida | Ida | Ida | Ida | Ida | Ida | Ida | Ida |
| ---------------------------------------- | ---------------------------------------- | ---------------------------------------- | ---------------------------------------- | ---------------------------------------- | ---------------------------------------- | ---------------------------------------- | ---------------------------------------- | ---------------------------------------- | ---------------------------------------- | ---------------------------------------- | ---------------------------------------- | --- | --- | --- | --- | --- | --- | --- | --- | --- | --- | --- | --- | --- | --- | --- | --- | --- | --- | --- | --- | --- | --- | --- | --- | --- | --- | --- | --- |
| Deportivo Venus                          | 7 - 0                                    | Walter Ormeño                            | Segundo Aranda                           | 26 de julio                              | 15:30                                    |                                          |                                          |                                          |                                          |                                          |                                          |     |     |     |     |     |     |     |     |     |     |     |     |     |     |     |     |     |     |     |     |     |     |     |     |     |     |     |     |
| Vuelta                                   |                                          |                                          |                                          |                                          |                                          |                                          |                                          |                                          |                                          |                                          |                                          |     |     |     |     |     |     |     |     |     |     |     |     |     |     |     |     |     |     |     |     |     |     |     |     |     |     |     |     |
| Walter Ormeño                            | (*)                                      | Deportivo Venus                          |                                          |                                          |                                          |                                          |                                          |                                          |                                          |                                          |                                          |     |     |     |     |     |     |     |     |     |     |     |     |     |     |     |     |     |     |     |     |     |     |     |     |     |     |     |     |
| Clasifica: Deportivo Venus               |                                          |                                          |                                          |                                          |                                          |                                          |                                          |                                          |                                          |                                          |                                          |     |     |     |     |     |     |     |     |     |     |     |     |     |     |     |     |     |     |     |     |     |     |     |     |     |     |     |     |

| Llave VI: Los Ángeles Negros - Alianza Aurora | Llave VI: Los Ángeles Negros - Alianza Aurora | Llave VI: Los Ángeles Negros - Alianza Aurora | Llave VI: Los Ángeles Negros - Alianza Aurora | Llave VI: Los Ángeles Negros - Alianza Aurora | Llave VI: Los Ángeles Negros - Alianza Aurora | Llave VI: Los Ángeles Negros - Alianza Aurora | Llave VI: Los Ángeles Negros - Alianza Aurora | Llave VI: Los Ángeles Negros - Alianza Aurora | Llave VI: Los Ángeles Negros - Alianza Aurora | Llave VI: Los Ángeles Negros - Alianza Aurora | Llave VI: Los Ángeles Negros - Alianza Aurora |     |     |     |     |     |     |     |     |     |     |     |     |     |     |     |     |     |     |     |     |     |     |     |     |     |     |     |     |
| Local                                         | Resultado                                     | Visitante                                     | Estadio                                       | Fecha                                         | Hora                                          |                                               |                                               |                                               |                                               |                                               |                                               |     |     |     |     |     |     |     |     |     |     |     |     |     |     |     |     |     |     |     |     |     |     |     |     |     |     |     |     |
| Ida                                           | Ida                                           | Ida                                           | Ida                                           | Ida                                           | Ida                                           | Ida                                           | Ida                                           | Ida                                           | Ida                                           | Ida                                           | Ida                                           | Ida | Ida | Ida | Ida | Ida | Ida | Ida | Ida | Ida | Ida | Ida | Ida | Ida | Ida | Ida | Ida | Ida | Ida | Ida | Ida | Ida | Ida | Ida | Ida | Ida | Ida | Ida | Ida |
| --------------------------------------------- | --------------------------------------------- | --------------------------------------------- | --------------------------------------------- | --------------------------------------------- | --------------------------------------------- | --------------------------------------------- | --------------------------------------------- | --------------------------------------------- | --------------------------------------------- | --------------------------------------------- | --------------------------------------------- | --- | --- | --- | --- | --- | --- | --- | --- | --- | --- | --- | --- | --- | --- | --- | --- | --- | --- | --- | --- | --- | --- | --- | --- | --- | --- | --- | --- |
| Alianza Aurora                                | 0 - 0                                         | Los Ángeles Negros                            | Municipal de Barranca                         | 26 de julio                                   | 15:30                                         |                                               |                                               |                                               |                                               |                                               |                                               |     |     |     |     |     |     |     |     |     |     |     |     |     |     |     |     |     |     |     |     |     |     |     |     |     |     |     |     |
| Vuelta                                        |                                               |                                               |                                               |                                               |                                               |                                               |                                               |                                               |                                               |                                               |                                               |     |     |     |     |     |     |     |     |     |     |     |     |     |     |     |     |     |     |     |     |     |     |     |     |     |     |     |     |
| Los Ángeles Negros                            | 1 - 1                                         | Alianza Aurora                                | Municipal de Canta                            | 29 de julio                                   | 15:00                                         |                                               |                                               |                                               |                                               |                                               |                                               |     |     |     |     |     |     |     |     |     |     |     |     |     |     |     |     |     |     |     |     |     |     |     |     |     |     |     |     |
| Clasifica: Alianza Aurora                     |                                               |                                               |                                               |                                               |                                               |                                               |                                               |                                               |                                               |                                               |                                               |     |     |     |     |     |     |     |     |     |     |     |     |     |     |     |     |     |     |     |     |     |     |     |     |     |     |     |     |

| Llave VII: Dep. 2000 Cumbe - Cultural Comas | Llave VII: Dep. 2000 Cumbe - Cultural Comas | Llave VII: Dep. 2000 Cumbe - Cultural Comas | Llave VII: Dep. 2000 Cumbe - Cultural Comas | Llave VII: Dep. 2000 Cumbe - Cultural Comas | Llave VII: Dep. 2000 Cumbe - Cultural Comas | Llave VII: Dep. 2000 Cumbe - Cultural Comas | Llave VII: Dep. 2000 Cumbe - Cultural Comas | Llave VII: Dep. 2000 Cumbe - Cultural Comas | Llave VII: Dep. 2000 Cumbe - Cultural Comas | Llave VII: Dep. 2000 Cumbe - Cultural Comas | Llave VII: Dep. 2000 Cumbe - Cultural Comas |     |     |     |     |     |     |     |     |     |     |     |     |     |     |     |     |     |     |     |     |     |     |     |     |     |     |     |     |
| Local                                       | Resultado                                   | Visitante                                   | Estadio                                     | Fecha                                       | Hora                                        |                                             |                                             |                                             |                                             |                                             |                                             |     |     |     |     |     |     |     |     |     |     |     |     |     |     |     |     |     |     |     |     |     |     |     |     |     |     |     |     |
| Ida                                         | Ida                                         | Ida                                         | Ida                                         | Ida                                         | Ida                                         | Ida                                         | Ida                                         | Ida                                         | Ida                                         | Ida                                         | Ida                                         | Ida | Ida | Ida | Ida | Ida | Ida | Ida | Ida | Ida | Ida | Ida | Ida | Ida | Ida | Ida | Ida | Ida | Ida | Ida | Ida | Ida | Ida | Ida | Ida | Ida | Ida | Ida | Ida |
| ------------------------------------------- | ------------------------------------------- | ------------------------------------------- | ------------------------------------------- | ------------------------------------------- | ------------------------------------------- | ------------------------------------------- | ------------------------------------------- | ------------------------------------------- | ------------------------------------------- | ------------------------------------------- | ------------------------------------------- | --- | --- | --- | --- | --- | --- | --- | --- | --- | --- | --- | --- | --- | --- | --- | --- | --- | --- | --- | --- | --- | --- | --- | --- | --- | --- | --- | --- |
| Cultural Comas                              | 1 - 0                                       | Dep. 2000 Cumbe                             | Daniel Hernani "La Balanza"                 | 25 de julio                                 | 15:30                                       |                                             |                                             |                                             |                                             |                                             |                                             |     |     |     |     |     |     |     |     |     |     |     |     |     |     |     |     |     |     |     |     |     |     |     |     |     |     |     |     |
| Vuelta                                      |                                             |                                             |                                             |                                             |                                             |                                             |                                             |                                             |                                             |                                             |                                             |     |     |     |     |     |     |     |     |     |     |     |     |     |     |     |     |     |     |     |     |     |     |     |     |     |     |     |     |
| Dep. 2000 Cumbe                             | 2 - 3                                       | Cultural Comas                              | Hernán Solís de Chosica                     | 29 de julio                                 | 15:00                                       |                                             |                                             |                                             |                                             |                                             |                                             |     |     |     |     |     |     |     |     |     |     |     |     |     |     |     |     |     |     |     |     |     |     |     |     |     |     |     |     |
| Clasifica: Cultural Comas                   |                                             |                                             |                                             |                                             |                                             |                                             |                                             |                                             |                                             |                                             |                                             |     |     |     |     |     |     |     |     |     |     |     |     |     |     |     |     |     |     |     |     |     |     |     |     |     |     |     |     |

| Llave VIII: Laure Sur - Atlético Chalaco | Llave VIII: Laure Sur - Atlético Chalaco | Llave VIII: Laure Sur - Atlético Chalaco | Llave VIII: Laure Sur - Atlético Chalaco | Llave VIII: Laure Sur - Atlético Chalaco | Llave VIII: Laure Sur - Atlético Chalaco | Llave VIII: Laure Sur - Atlético Chalaco | Llave VIII: Laure Sur - Atlético Chalaco | Llave VIII: Laure Sur - Atlético Chalaco | Llave VIII: Laure Sur - Atlético Chalaco | Llave VIII: Laure Sur - Atlético Chalaco | Llave VIII: Laure Sur - Atlético Chalaco |     |     |     |     |     |     |     |     |     |     |     |     |     |     |     |     |     |     |     |     |     |     |     |     |     |     |     |     |
| Local                                    | Resultado                                | Visitante                                | Estadio                                  | Fecha                                    | Hora                                     |                                          |                                          |                                          |                                          |                                          |                                          |     |     |     |     |     |     |     |     |     |     |     |     |     |     |     |     |     |     |     |     |     |     |     |     |     |     |     |     |
| Ida                                      | Ida                                      | Ida                                      | Ida                                      | Ida                                      | Ida                                      | Ida                                      | Ida                                      | Ida                                      | Ida                                      | Ida                                      | Ida                                      | Ida | Ida | Ida | Ida | Ida | Ida | Ida | Ida | Ida | Ida | Ida | Ida | Ida | Ida | Ida | Ida | Ida | Ida | Ida | Ida | Ida | Ida | Ida | Ida | Ida | Ida | Ida | Ida |
| ---------------------------------------- | ---------------------------------------- | ---------------------------------------- | ---------------------------------------- | ---------------------------------------- | ---------------------------------------- | ---------------------------------------- | ---------------------------------------- | ---------------------------------------- | ---------------------------------------- | ---------------------------------------- | ---------------------------------------- | --- | --- | --- | --- | --- | --- | --- | --- | --- | --- | --- | --- | --- | --- | --- | --- | --- | --- | --- | --- | --- | --- | --- | --- | --- | --- | --- | --- |
| Atlético Chalaco                         | 1 - 0                                    | Laure Sur                                | Benjamín Roca de San Luis                | 26 de julio                              | 15:30                                    |                                          |                                          |                                          |                                          |                                          |                                          |     |     |     |     |     |     |     |     |     |     |     |     |     |     |     |     |     |     |     |     |     |     |     |     |     |     |     |     |
| Vuelta                                   |                                          |                                          |                                          |                                          |                                          |                                          |                                          |                                          |                                          |                                          |                                          |     |     |     |     |     |     |     |     |     |     |     |     |     |     |     |     |     |     |     |     |     |     |     |     |     |     |     |     |
| Laure Sur                                | 4 - 1                                    | Atlético Chalaco                         | Rómulo Shaw                              | 29 de julio                              | 15:00                                    |                                          |                                          |                                          |                                          |                                          |                                          |     |     |     |     |     |     |     |     |     |     |     |     |     |     |     |     |     |     |     |     |     |     |     |     |     |     |     |     |
| Clasifica: Laure Sur                     |                                          |                                          |                                          |                                          |                                          |                                          |                                          |                                          |                                          |                                          |                                          |     |     |     |     |     |     |     |     |     |     |     |     |     |     |     |     |     |     |     |     |     |     |     |     |     |     |     |     |

(*) Ante el retiro de Walter Ormeño clasifica Deportivo Venus. 

(**) CJ-LDFL falla ante una infracción al reglamento por parte de Juventud América, clasificando 8 de Octubre.

### Segunda fase (cuartos de final)
Llaves eliminatorias de partidos de ida y vuelta.

### Clasificados
Todos los vencedores de las llaves de octavos de final.
| Provincia | Club                  | Llave |
| --------- | --------------------- | ----- |
| Huaura    | Santa Rosa de Caldera | I     |
| Barranca  | Deportivo Cosmos      | II    |
| Lima      | DIM                   | III   |
| Yauyos    | 8 de Octubre          | IV    |
| Huaura    | Deportivo Venus       | V     |
| Barranca  | Alianza Aurora        | VI    |
| Lima      | Cultural Comas        | VII   |
| Huaral    | Defensor Laure Sur    | VIII  |

| Llave A: Santa Rosa de Caldera - DIM | Llave A: Santa Rosa de Caldera - DIM | Llave A: Santa Rosa de Caldera - DIM | Llave A: Santa Rosa de Caldera - DIM | Llave A: Santa Rosa de Caldera - DIM | Llave A: Santa Rosa de Caldera - DIM | Llave A: Santa Rosa de Caldera - DIM | Llave A: Santa Rosa de Caldera - DIM | Llave A: Santa Rosa de Caldera - DIM | Llave A: Santa Rosa de Caldera - DIM | Llave A: Santa Rosa de Caldera - DIM | Llave A: Santa Rosa de Caldera - DIM |     |     |     |     |     |     |     |     |     |     |     |     |     |     |     |     |     |     |     |     |     |     |     |     |     |     |     |     |
| Local                                | Resultado                            | Visitante                            | Estadio                              | Fecha                                | Hora                                 |                                      |                                      |                                      |                                      |                                      |                                      |     |     |     |     |     |     |     |     |     |     |     |     |     |     |     |     |     |     |     |     |     |     |     |     |     |     |     |     |
| Ida                                  | Ida                                  | Ida                                  | Ida                                  | Ida                                  | Ida                                  | Ida                                  | Ida                                  | Ida                                  | Ida                                  | Ida                                  | Ida                                  | Ida | Ida | Ida | Ida | Ida | Ida | Ida | Ida | Ida | Ida | Ida | Ida | Ida | Ida | Ida | Ida | Ida | Ida | Ida | Ida | Ida | Ida | Ida | Ida | Ida | Ida | Ida | Ida |
| ------------------------------------ | ------------------------------------ | ------------------------------------ | ------------------------------------ | ------------------------------------ | ------------------------------------ | ------------------------------------ | ------------------------------------ | ------------------------------------ | ------------------------------------ | ------------------------------------ | ------------------------------------ | --- | --- | --- | --- | --- | --- | --- | --- | --- | --- | --- | --- | --- | --- | --- | --- | --- | --- | --- | --- | --- | --- | --- | --- | --- | --- | --- | --- |
| Santa Rosa de Caldera                | 0 - 2                                | DIM                                  | Manuel Pérsico (Huaura)              | 2 de agosto                          | 15:30                                |                                      |                                      |                                      |                                      |                                      |                                      |     |     |     |     |     |     |     |     |     |     |     |     |     |     |     |     |     |     |     |     |     |     |     |     |     |     |     |     |
| Vuelta                               |                                      |                                      |                                      |                                      |                                      |                                      |                                      |                                      |                                      |                                      |                                      |     |     |     |     |     |     |     |     |     |     |     |     |     |     |     |     |     |     |     |     |     |     |     |     |     |     |     |     |
| DIM                                  | 1 - 2                                | Santa Rosa de Caldera                | Manuel Bonilla                       | 8 de agosto                          |                                      |                                      |                                      |                                      |                                      |                                      |                                      |     |     |     |     |     |     |     |     |     |     |     |     |     |     |     |     |     |     |     |     |     |     |     |     |     |     |     |     |
| Clasifica: DIM                       |                                      |                                      |                                      |                                      |                                      |                                      |                                      |                                      |                                      |                                      |                                      |     |     |     |     |     |     |     |     |     |     |     |     |     |     |     |     |     |     |     |     |     |     |     |     |     |     |     |     |

| Llave B: Deportivo Cosmos - 8 de Octubre | Llave B: Deportivo Cosmos - 8 de Octubre | Llave B: Deportivo Cosmos - 8 de Octubre | Llave B: Deportivo Cosmos - 8 de Octubre | Llave B: Deportivo Cosmos - 8 de Octubre | Llave B: Deportivo Cosmos - 8 de Octubre | Llave B: Deportivo Cosmos - 8 de Octubre | Llave B: Deportivo Cosmos - 8 de Octubre | Llave B: Deportivo Cosmos - 8 de Octubre | Llave B: Deportivo Cosmos - 8 de Octubre | Llave B: Deportivo Cosmos - 8 de Octubre | Llave B: Deportivo Cosmos - 8 de Octubre |     |     |     |     |     |     |     |     |     |     |     |     |     |     |     |     |     |     |     |     |     |     |     |     |     |     |     |     |
| Local                                    | Resultado                                | Visitante                                | Estadio                                  | Fecha                                    | Hora                                     |                                          |                                          |                                          |                                          |                                          |                                          |     |     |     |     |     |     |     |     |     |     |     |     |     |     |     |     |     |     |     |     |     |     |     |     |     |     |     |     |
| Ida                                      | Ida                                      | Ida                                      | Ida                                      | Ida                                      | Ida                                      | Ida                                      | Ida                                      | Ida                                      | Ida                                      | Ida                                      | Ida                                      | Ida | Ida | Ida | Ida | Ida | Ida | Ida | Ida | Ida | Ida | Ida | Ida | Ida | Ida | Ida | Ida | Ida | Ida | Ida | Ida | Ida | Ida | Ida | Ida | Ida | Ida | Ida | Ida |
| ---------------------------------------- | ---------------------------------------- | ---------------------------------------- | ---------------------------------------- | ---------------------------------------- | ---------------------------------------- | ---------------------------------------- | ---------------------------------------- | ---------------------------------------- | ---------------------------------------- | ---------------------------------------- | ---------------------------------------- | --- | --- | --- | --- | --- | --- | --- | --- | --- | --- | --- | --- | --- | --- | --- | --- | --- | --- | --- | --- | --- | --- | --- | --- | --- | --- | --- | --- |
| 8 de Octubre                             | 1 - 1                                    | Deportivo Cosmos                         | Benjamín Roca                            | 2 de agosto                              | 15:30                                    |                                          |                                          |                                          |                                          |                                          |                                          |     |     |     |     |     |     |     |     |     |     |     |     |     |     |     |     |     |     |     |     |     |     |     |     |     |     |     |     |
| Vuelta                                   |                                          |                                          |                                          |                                          |                                          |                                          |                                          |                                          |                                          |                                          |                                          |     |     |     |     |     |     |     |     |     |     |     |     |     |     |     |     |     |     |     |     |     |     |     |     |     |     |     |     |
| Deportivo Cosmos                         | 1 - 0                                    | 8 de Octubre                             | Manuel Tello                             | 9 de agosto                              |                                          |                                          |                                          |                                          |                                          |                                          |                                          |     |     |     |     |     |     |     |     |     |     |     |     |     |     |     |     |     |     |     |     |     |     |     |     |     |     |     |     |
| Clasifica: Deportivo Cosmos              |                                          |                                          |                                          |                                          |                                          |                                          |                                          |                                          |                                          |                                          |                                          |     |     |     |     |     |     |     |     |     |     |     |     |     |     |     |     |     |     |     |     |     |     |     |     |     |     |     |     |

| Llave C: Deportivo Venus - Cultural Comas | Llave C: Deportivo Venus - Cultural Comas | Llave C: Deportivo Venus - Cultural Comas | Llave C: Deportivo Venus - Cultural Comas | Llave C: Deportivo Venus - Cultural Comas | Llave C: Deportivo Venus - Cultural Comas | Llave C: Deportivo Venus - Cultural Comas | Llave C: Deportivo Venus - Cultural Comas | Llave C: Deportivo Venus - Cultural Comas | Llave C: Deportivo Venus - Cultural Comas | Llave C: Deportivo Venus - Cultural Comas | Llave C: Deportivo Venus - Cultural Comas |     |     |     |     |     |     |     |     |     |     |     |     |     |     |     |     |     |     |     |     |     |     |     |     |     |     |     |     |
| Local                                     | Resultado                                 | Visitante                                 | Estadio                                   | Fecha                                     | Hora                                      |                                           |                                           |                                           |                                           |                                           |                                           |     |     |     |     |     |     |     |     |     |     |     |     |     |     |     |     |     |     |     |     |     |     |     |     |     |     |     |     |
| Ida                                       | Ida                                       | Ida                                       | Ida                                       | Ida                                       | Ida                                       | Ida                                       | Ida                                       | Ida                                       | Ida                                       | Ida                                       | Ida                                       | Ida | Ida | Ida | Ida | Ida | Ida | Ida | Ida | Ida | Ida | Ida | Ida | Ida | Ida | Ida | Ida | Ida | Ida | Ida | Ida | Ida | Ida | Ida | Ida | Ida | Ida | Ida | Ida |
| ----------------------------------------- | ----------------------------------------- | ----------------------------------------- | ----------------------------------------- | ----------------------------------------- | ----------------------------------------- | ----------------------------------------- | ----------------------------------------- | ----------------------------------------- | ----------------------------------------- | ----------------------------------------- | ----------------------------------------- | --- | --- | --- | --- | --- | --- | --- | --- | --- | --- | --- | --- | --- | --- | --- | --- | --- | --- | --- | --- | --- | --- | --- | --- | --- | --- | --- | --- |
| Deportivo Venus                           | 1 - 1                                     | Cultural Comas                            | Segundo Aranda                            | 2 de agosto                               | 15:30                                     |                                           |                                           |                                           |                                           |                                           |                                           |     |     |     |     |     |     |     |     |     |     |     |     |     |     |     |     |     |     |     |     |     |     |     |     |     |     |     |     |
| Vuelta                                    |                                           |                                           |                                           |                                           |                                           |                                           |                                           |                                           |                                           |                                           |                                           |     |     |     |     |     |     |     |     |     |     |     |     |     |     |     |     |     |     |     |     |     |     |     |     |     |     |     |     |
| Cultural Comas                            | 0 - 2                                     | Deportivo Venus                           | Daniel Hernani "La Balanza"               | 8 de agosto                               |                                           |                                           |                                           |                                           |                                           |                                           |                                           |     |     |     |     |     |     |     |     |     |     |     |     |     |     |     |     |     |     |     |     |     |     |     |     |     |     |     |     |
| Clasifica: Deportivo Venus                |                                           |                                           |                                           |                                           |                                           |                                           |                                           |                                           |                                           |                                           |                                           |     |     |     |     |     |     |     |     |     |     |     |     |     |     |     |     |     |     |     |     |     |     |     |     |     |     |     |     |

| Llave D: Alianza Aurora - Laure Sur | Llave D: Alianza Aurora - Laure Sur | Llave D: Alianza Aurora - Laure Sur | Llave D: Alianza Aurora - Laure Sur | Llave D: Alianza Aurora - Laure Sur | Llave D: Alianza Aurora - Laure Sur | Llave D: Alianza Aurora - Laure Sur | Llave D: Alianza Aurora - Laure Sur | Llave D: Alianza Aurora - Laure Sur | Llave D: Alianza Aurora - Laure Sur | Llave D: Alianza Aurora - Laure Sur | Llave D: Alianza Aurora - Laure Sur |     |     |     |     |     |     |     |     |     |     |     |     |     |     |     |     |     |     |     |     |     |     |     |     |     |     |     |     |
| Local                               | Resultado                           | Visitante                           | Estadio                             | Fecha                               | Hora                                |                                     |                                     |                                     |                                     |                                     |                                     |     |     |     |     |     |     |     |     |     |     |     |     |     |     |     |     |     |     |     |     |     |     |     |     |     |     |     |     |
| Ida                                 | Ida                                 | Ida                                 | Ida                                 | Ida                                 | Ida                                 | Ida                                 | Ida                                 | Ida                                 | Ida                                 | Ida                                 | Ida                                 | Ida | Ida | Ida | Ida | Ida | Ida | Ida | Ida | Ida | Ida | Ida | Ida | Ida | Ida | Ida | Ida | Ida | Ida | Ida | Ida | Ida | Ida | Ida | Ida | Ida | Ida | Ida | Ida |
| ----------------------------------- | ----------------------------------- | ----------------------------------- | ----------------------------------- | ----------------------------------- | ----------------------------------- | ----------------------------------- | ----------------------------------- | ----------------------------------- | ----------------------------------- | ----------------------------------- | ----------------------------------- | --- | --- | --- | --- | --- | --- | --- | --- | --- | --- | --- | --- | --- | --- | --- | --- | --- | --- | --- | --- | --- | --- | --- | --- | --- | --- | --- | --- |
| Laure Sur                           | 1 - 1                               | Alianza Aurora                      | Rómulo Shaw                         | 2 de agosto                         | 15:30                               |                                     |                                     |                                     |                                     |                                     |                                     |     |     |     |     |     |     |     |     |     |     |     |     |     |     |     |     |     |     |     |     |     |     |     |     |     |     |     |     |
| Vuelta                              |                                     |                                     |                                     |                                     |                                     |                                     |                                     |                                     |                                     |                                     |                                     |     |     |     |     |     |     |     |     |     |     |     |     |     |     |     |     |     |     |     |     |     |     |     |     |     |     |     |     |
| Alianza Aurora                      | 1 - 2                               | Laure Sur                           | Edgardo Reyes de Supe               | 9 de agosto                         |                                     |                                     |                                     |                                     |                                     |                                     |                                     |     |     |     |     |     |     |     |     |     |     |     |     |     |     |     |     |     |     |     |     |     |     |     |     |     |     |     |     |
| Clasifica: Laure Sur                |                                     |                                     |                                     |                                     |                                     |                                     |                                     |                                     |                                     |                                     |                                     |     |     |     |     |     |     |     |     |     |     |     |     |     |     |     |     |     |     |     |     |     |     |     |     |     |     |     |     |

### Tercera Fase (Semifinales)
Llaves eliminatorias de partidos de ida y vuelta.

### Clasificados
Todos los vencedores de las llaves de cuartos de final.
| Provincia | Club               | Llave |
| --------- | ------------------ | ----- |
| Lima      | DIM                | A     |
| Barranca  | Deportivo Cosmos   | B     |
| Huaura    | Deportivo Venus    | C     |
| Huaral    | Defensor Laure Sur | D     |

| Llave GI: DIM - Deportivo Venus                                    | Llave GI: DIM - Deportivo Venus | Llave GI: DIM - Deportivo Venus | Llave GI: DIM - Deportivo Venus | Llave GI: DIM - Deportivo Venus | Llave GI: DIM - Deportivo Venus | Llave GI: DIM - Deportivo Venus | Llave GI: DIM - Deportivo Venus | Llave GI: DIM - Deportivo Venus | Llave GI: DIM - Deportivo Venus | Llave GI: DIM - Deportivo Venus | Llave GI: DIM - Deportivo Venus |     |     |     |     |     |     |     |     |     |     |     |     |     |     |     |     |     |     |     |     |     |     |     |     |     |     |     |     |
| Local                                                              | Resultado                       | Visitante                       | Estadio                         | Fecha                           | Hora                            |                                 |                                 |                                 |                                 |                                 |                                 |     |     |     |     |     |     |     |     |     |     |     |     |     |     |     |     |     |     |     |     |     |     |     |     |     |     |     |     |
| Ida                                                                | Ida                             | Ida                             | Ida                             | Ida                             | Ida                             | Ida                             | Ida                             | Ida                             | Ida                             | Ida                             | Ida                             | Ida | Ida | Ida | Ida | Ida | Ida | Ida | Ida | Ida | Ida | Ida | Ida | Ida | Ida | Ida | Ida | Ida | Ida | Ida | Ida | Ida | Ida | Ida | Ida | Ida | Ida | Ida | Ida |
| ------------------------------------------------------------------ | ------------------------------- | ------------------------------- | ------------------------------- | ------------------------------- | ------------------------------- | ------------------------------- | ------------------------------- | ------------------------------- | ------------------------------- | ------------------------------- | ------------------------------- | --- | --- | --- | --- | --- | --- | --- | --- | --- | --- | --- | --- | --- | --- | --- | --- | --- | --- | --- | --- | --- | --- | --- | --- | --- | --- | --- | --- |
| Deportivo Venus                                                    | 1 - 2                           | DIM                             | Segundo Aranda                  | 16 de agosto                    | 15:30                           |                                 |                                 |                                 |                                 |                                 |                                 |     |     |     |     |     |     |     |     |     |     |     |     |     |     |     |     |     |     |     |     |     |     |     |     |     |     |     |     |
| Vuelta                                                             |                                 |                                 |                                 |                                 |                                 |                                 |                                 |                                 |                                 |                                 |                                 |     |     |     |     |     |     |     |     |     |     |     |     |     |     |     |     |     |     |     |     |     |     |     |     |     |     |     |     |
| DIM                                                                | 3 - 1                           | Deportivo Venus                 | Manuel Bonilla                  | 22 de agosto                    | 15:00                           |                                 |                                 |                                 |                                 |                                 |                                 |     |     |     |     |     |     |     |     |     |     |     |     |     |     |     |     |     |     |     |     |     |     |     |     |     |     |     |     |
| Clasifica a Final Departamental y Etapa Nacional-Primera Fase: DIM |                                 |                                 |                                 |                                 |                                 |                                 |                                 |                                 |                                 |                                 |                                 |     |     |     |     |     |     |     |     |     |     |     |     |     |     |     |     |     |     |     |     |     |     |     |     |     |     |     |     |

| Llave GII: Deportivo Cosmos - Laure Sur                                  | Llave GII: Deportivo Cosmos - Laure Sur | Llave GII: Deportivo Cosmos - Laure Sur | Llave GII: Deportivo Cosmos - Laure Sur | Llave GII: Deportivo Cosmos - Laure Sur | Llave GII: Deportivo Cosmos - Laure Sur | Llave GII: Deportivo Cosmos - Laure Sur | Llave GII: Deportivo Cosmos - Laure Sur | Llave GII: Deportivo Cosmos - Laure Sur | Llave GII: Deportivo Cosmos - Laure Sur | Llave GII: Deportivo Cosmos - Laure Sur | Llave GII: Deportivo Cosmos - Laure Sur |     |     |     |     |     |     |     |     |     |     |     |     |     |     |     |     |     |     |     |     |     |     |     |     |     |     |     |     |
| Local                                                                    | Resultado                               | Visitante                               | Estadio                                 | Fecha                                   | Hora                                    |                                         |                                         |                                         |                                         |                                         |                                         |     |     |     |     |     |     |     |     |     |     |     |     |     |     |     |     |     |     |     |     |     |     |     |     |     |     |     |     |
| Ida                                                                      | Ida                                     | Ida                                     | Ida                                     | Ida                                     | Ida                                     | Ida                                     | Ida                                     | Ida                                     | Ida                                     | Ida                                     | Ida                                     | Ida | Ida | Ida | Ida | Ida | Ida | Ida | Ida | Ida | Ida | Ida | Ida | Ida | Ida | Ida | Ida | Ida | Ida | Ida | Ida | Ida | Ida | Ida | Ida | Ida | Ida | Ida | Ida |
| ------------------------------------------------------------------------ | --------------------------------------- | --------------------------------------- | --------------------------------------- | --------------------------------------- | --------------------------------------- | --------------------------------------- | --------------------------------------- | --------------------------------------- | --------------------------------------- | --------------------------------------- | --------------------------------------- | --- | --- | --- | --- | --- | --- | --- | --- | --- | --- | --- | --- | --- | --- | --- | --- | --- | --- | --- | --- | --- | --- | --- | --- | --- | --- | --- | --- |
| Laure Sur                                                                | 0 - 0                                   | Deportivo Cosmos                        | Rómulo Shaw                             | 16 de agosto                            | 14:30                                   |                                         |                                         |                                         |                                         |                                         |                                         |     |     |     |     |     |     |     |     |     |     |     |     |     |     |     |     |     |     |     |     |     |     |     |     |     |     |     |     |
| Vuelta                                                                   |                                         |                                         |                                         |                                         |                                         |                                         |                                         |                                         |                                         |                                         |                                         |     |     |     |     |     |     |     |     |     |     |     |     |     |     |     |     |     |     |     |     |     |     |     |     |     |     |     |     |
| Deportivo Cosmos                                                         | 1 - 2                                   | Laure Sur                               | Manuel Tello                            | 23 de agosto                            | 15:00                                   |                                         |                                         |                                         |                                         |                                         |                                         |     |     |     |     |     |     |     |     |     |     |     |     |     |     |     |     |     |     |     |     |     |     |     |     |     |     |     |     |
| Clasifica a Final Departamental y Etapa Nacional-Primera Fase: Laure Sur |                                         |                                         |                                         |                                         |                                         |                                         |                                         |                                         |                                         |                                         |                                         |     |     |     |     |     |     |     |     |     |     |     |     |     |     |     |     |     |     |     |     |     |     |     |     |     |     |     |     |

## Final Departamental
Los vencedores de las llaves de semifinales definen al Campeón y subcampeón Departamental, ambos clasificados a Etapa Nacional-Primera Fase.

### Clasificados a Etapa Nacional-Primera Fase
Los vencedores de las llaves de semifinales.
| Provincia | Club               | Llave | Estadio        | Director Técnico |
| --------- | ------------------ | ----- | -------------- | ---------------- |
| Lima      | DIM                | GI    | Manuel Bonilla | Gustavo Rivas    |
| Huaral    | Defensor Laure Sur | GII   | Rómulo Shaw    | Vladimir Zúñiga  |

| Final: DIM - Laure Sur | Final: DIM - Laure Sur | Final: DIM - Laure Sur | Final: DIM - Laure Sur | Final: DIM - Laure Sur | Final: DIM - Laure Sur | Final: DIM - Laure Sur | Final: DIM - Laure Sur | Final: DIM - Laure Sur | Final: DIM - Laure Sur | Final: DIM - Laure Sur | Final: DIM - Laure Sur |     |     |     |     |     |     |     |     |     |     |     |     |     |     |     |     |     |     |     |     |     |     |     |     |     |     |     |     |
| Local                  | Resultado              | Visitante              | Estadio                | Fecha                  | Hora                   |                        |                        |                        |                        |                        |                        |     |     |     |     |     |     |     |     |     |     |     |     |     |     |     |     |     |     |     |     |     |     |     |     |     |     |     |     |
| Ida                    | Ida                    | Ida                    | Ida                    | Ida                    | Ida                    | Ida                    | Ida                    | Ida                    | Ida                    | Ida                    | Ida                    | Ida | Ida | Ida | Ida | Ida | Ida | Ida | Ida | Ida | Ida | Ida | Ida | Ida | Ida | Ida | Ida | Ida | Ida | Ida | Ida | Ida | Ida | Ida | Ida | Ida | Ida | Ida | Ida |
| ---------------------- | ---------------------- | ---------------------- | ---------------------- | ---------------------- | ---------------------- | ---------------------- | ---------------------- | ---------------------- | ---------------------- | ---------------------- | ---------------------- | --- | --- | --- | --- | --- | --- | --- | --- | --- | --- | --- | --- | --- | --- | --- | --- | --- | --- | --- | --- | --- | --- | --- | --- | --- | --- | --- | --- |
| DIM                    | 4 - 0                  | Defensor Laure Sur     | Manuel Bonilla         | 29 de agosto           | 15:30                  |                        |                        |                        |                        |                        |                        |     |     |     |     |     |     |     |     |     |     |     |     |     |     |     |     |     |     |     |     |     |     |     |     |     |     |     |     |
| Vuelta                 |                        |                        |                        |                        |                        |                        |                        |                        |                        |                        |                        |     |     |     |     |     |     |     |     |     |     |     |     |     |     |     |     |     |     |     |     |     |     |     |     |     |     |     |     |
| Defensor Laure Sur     | 1 - 0                  | DIM                    | Rómulo Shaw            | 6 de septiembre        |                        |                        |                        |                        |                        |                        |                        |     |     |     |     |     |     |     |     |     |     |     |     |     |     |     |     |     |     |     |     |     |     |     |     |     |     |     |     |
| Campeón Departamental: |                        |                        |                        |                        |                        |                        |                        |                        |                        |                        |                        |     |     |     |     |     |     |     |     |     |     |     |     |     |     |     |     |     |     |     |     |     |     |     |     |     |     |     |     |

|               |
| Campeón       |
| DIM 1º título |